# Melanie Smith (jinete)
Melanie Ainsworth Smith (Memphis, 23 de septiembre de 1949) es una jinete estadounidense que compitió en la modalidad de salto ecuestre.
Participó en los Juegos Olímpicos de Los Ángeles 1984, obteniendo una medalla de oro en la prueba por equipos (junto con Joseph Fargis, Conrad Homfeld y Leslie Burr). Ganó una medalla de oro en los Juegos Panamericanos de 1979, también en la prueba por equipos.

## Palmarés internacional
| Juegos Olímpicos     | Juegos Olímpicos             | Juegos Olímpicos | Juegos Olímpicos |
| Año                  | Lugar                        | Medalla          | Categoría        |
| -------------------- | ---------------------------- | ---------------- | ---------------- |
| 1984                 | Los Ángeles (Estados Unidos) | Medalla de oro   | Por equipos      |
| Juegos Panamericanos |                              |                  |                  |
| Año                  | Lugar                        | Medalla          | Categoría        |
| 1979                 | San Juan (Puerto Rico)       | Medalla de oro   | Por equipos      |